# Bobby Fields
Robert L. Fields, detto Bobby (Chicago, 20 ottobre 1949), è un ex cestista statunitense, professionista nella ABA.

## Carriera
Venne selezionato dai Portland Trail Blazers al quarto giro del Draft NBA 1971 (54ª scelta assoluta).